# Inga huastecana
Inga huastecana är en ärtväxtart som beskrevs av Mario Sousa. Inga huastecana ingår i släktet Inga och familjen ärtväxter. Inga underarter finns listade i Catalogue of Life.